# История почты и почтовых марок Оранжевого Свободного Государства
Оранжевое Свободное Государство — независимая бурская республика, существовавшая на юге Африки во второй половине XIX века.
Оранжевое Свободное Государство было аннексировано Великобританией и переименовано в Колонию Оранжевой Реки 28 мая 1900 года. В 1910 году эта колония вместе с Мысом Доброй Надежды, Наталем и Трансваалем образовала Южно-Африканский Союз.

## Почтовые марки
Первые почтовые марки Оранжевого Свободного Государства были выпущены в 1868 году. Единственным использованным рисунком было изображение апельсинового дерева с надписью «Oranje Vrij Staat» («Оранжевое Свободное Государство») по краям. Почтовые марки были изготовлены типографским способом типографией De La Rue and Company номиналом от одного пенни до пяти шиллингов и разных цветов. Периодически возникавшая нехватка марок привела к использованию надпечаток в 1877, 1881, 1882, 1888, 1890, 1892, 1896 и 1897 годах. Почтовые марки республики сегодня в целом встречаются часто, но некоторые надпечатки встречаются редко. Известно много видов ошибок в надпечатке (перевёрнутые, двойные надпечатки и т. д.), причём некоторые из них имеют высокую стоимость.
В 1900 году англичане оккупировали территорию республики, и на почтовых марках предыдущих выпусков была сделана надпечатка «V.R.I.» (лат. Victoria Regina Imperatrix, «Виктория, королева и императрица») и тот же номинал, что и на оригинальных марках. Колония была переименована в августе 1900 года и использовала почтовые марки «Мыса Доброй Надежды» с надпечаткой нового названия англ. «Orange/River/Colony» («Колония/Оранжевой/Реки». В 1902 году на единственной 6-пенсовой марке была сделана надпечатка подобно оригинальным оккупационным выпускам, но с текстом «E.R.I.» (лат. Edward Rex Imperator, «Эдуард, король и император») вместо «V.R.I.». В 1903 году была выпущена серия с изображением короля Эдуарда VII, спрингбока и гну. Эта серия была напечатана повторно в 1905—1909 годах и является последней серией почтовых марок колонии.

## Фискальные марки
Выпускались различные фискальные марки как для Оранжевого Свободного Государства, так и для Колонии Оранжевой Реки. Фискальные марки Оранжевого Свободного Государства также находились в почтовом обращении.